# Sarothrura boehmi
Il rallo pettostriato, codapiuma pettostriato o schiribilla pettostriato (Sarothrura boehmi (Reichenow, 1900)) è un uccello africano della famiglia dei Sarotruridi.

## Distribuzione e habitat
Vive in Angola, Burundi, Camerun, Repubblica del Congo, Repubblica Democratica del Congo, Guinea Equatoriale, Gabon, Guinea, Kenya, Malawi, Mali, Nigeria, Ruanda, Tanzania, Uganda, Zambia e Zimbabwe.